# Hopfgarten in Defereggen
Hopfgarten in Defereggen è un comune austriaco di 722 abitanti nel distretto di Lienz, in Tirolo.